# سد محمد پنجم
سد محمد پنجم (به فرانسوی: Barrage Mohamed V) یک سد در مراکش است که در زایو واقع شده‌است.